# Škrjanče pri Novem mestu
Škrjanče pri Novem mestu je naselje u slovenskoj Općini Novom Mestu. Škrjanče pri Novem mestu se nalazi u pokrajini Dolenjskoj i statističkoj regiji Jugoistočnoj Sloveniji. 

## Stanovništvo
Prema popisu stanovništva iz 2002. godine naselje je imalo 41 stanovnika.